# Риал Хиджаза
Риал Хиджаза (араб. ريال‎) — денежная единица Королевства Хиджаз в 1921—1925 годах.

## История
В 1916 году Хиджаз вышел из состава Османской империи.
На турецкие монеты в 10 и 20 пара султанов Махмуда II и Абдул-Меджида I и 10, 20 и 40 пара султана Мехмеда V поверх тугры наносились надчеканки «Хиджаз», с появлением в 1918 году монет султана Мехмеда VI надчеканки делались и на его монетах в 40 пара. Надчеканки наносились также на серебряные турецкие монеты в 5, 10 и 20 курушей, египетские монеты в 5, 10 и 20 пиастров и талер Марии-Терезии. Нет точных данных, делались ли эти надчеканки официально.
В 1921 году была начата чеканка собственных монет. Чеканились бронзовые монеты в 1⁄8, 1⁄4, 1⁄2, 1 куруш, серебряные в 5, 10 и 20 курушей. В 1924 году была отчеканена золотая монета — «динар Хашими».
В 1924 году начат выпуск банкнот Арабского национального банка Хиджаза. Выпускались банкноты в 1⁄2, 1, 5, 10, 50, 100 риалов.
В сентябре 1924 года Султанат Неджд начал войну против Хиджаза и 1925 году захватил его. Выпуск денежных знаков Хиджаза был прекращён.